# Danilo di Galizia
Danilo di Galizia, noto anche come Danilo Galickij, Daniil Galickij o Danylo Halyc'kyj (in ucraino Данило Романович [Галицький]?, Danylo Romanovyč [Halyc'kyj]; in antico ruteno: Данило Романовичъ, Danilo Romanovič; in polacco Daniel I Romanowicz Halicki; Halyč, 1201 – Chełm, 1264), fu un sovrano ruteno della dinastia dei Monomachi principe (knjaz) di Galizia, di Peremyšl (1211) e di Volodymyr (1212–1231).
Incoronato da un arcivescovo papale a Drohiczyn nel 1253 come primo re della Rus' (1253-1264), Danilo di Galizia viene menzionato come in siffatto ruolo da Giovanni da Pian del Carpine nella sua Storia dei Mongoli che chiamiamo Tartari (Historia Mongalorum quos nos Tartaros appellamus).

## Biografia
Nel 1205, dopo la morte di suo padre, Roman Mstislavič, sovrano della Galizia-Volinia, i boiardi della Galizia costrinsero Danilo all'età di quattro anni all'esilio con la madre Anna di Bisanzio e il fratello Vasylko Romanovič. Dopo che i boiardi elessero come capo uno di loro nel 1213, i polacchi e gli ungheresi invasero il principato, apparentemente per sostenere le affermazioni del giovane Danilo e Vasylko, e se lo spartirono tra di loro. Nel 1219, Danilo rinunciò alle sue pretese sulla Galizia in favore del suocero Mstislav l'Audace.
Nel 1221 Danilo ristabilì il suo dominio sulla Volinia, dove i nobili e la popolazione locale erano rimasti fedeli alla sua dinastia. Seguirono anni di relativa tranquillità fini a quando, nel 1234, il giovane sovrano sconfisse Alexander Vsevolodovič e sottomise il Ducato di Belz. Quattro anni più tardi, surclassò l'ordine di Dobrzyń e riconquistò la maggior parte della Galizia, inclusa la capitale Halyč: considerata la fase critica che stavano vivendo i pruzzi, costantemente attaccati dall'ordine teutonico, Danilo ne approfittò per estendersi a nord a scapito di un'altra popolazione che popolava le terre dell'odierna Bielorussia, gli jatvingi, come fece in passato Romano il Grande.

### Invasione mongola
Nel 1239, con l'avanzata dei Mongoli, il Gran Principe di Kiev Michele, sposato con la sorella di Danilo, fuggì da Kiev e chiese aiuto a Danilo. Quest'ultimo inviò il suo voivoda Dmytro per difendere la città. Tuttavia, dopo un lungo assedio, le mura cedettero e nonostante i feroci combattimenti all'interno delle stesse, Kiev si arrese il 6 dicembre 1240 e ne uscì in gran parte distrutta. Un anno dopo, i mongoli attraversarono la Galizia e la Volinia nel corso di una campagna avviata contro i polacchi e gli ungheresi, provocando gravi danni nella prima regione geografica. Il 17 agosto 1245, Danilo sconfisse le armate combinate del principe di Černihiv, i boiardi a lui contrari e contingenti ungheresi e polacchi (tra cui alcuni cavalieri dell'ordine di Dobrzyń) a Yaroslav e riconquistò infine il resto della Galizia, riprendendo a quel punto possesso delle terre amministrate da suo padre. Nominò dunque suo fratello Vasylko sovrano della Volinia e preservò il potere sulla Galizia per se stesso, sebbene nei fatti avesse continuato ad esercitare poteri reali in entrambe le regioni.

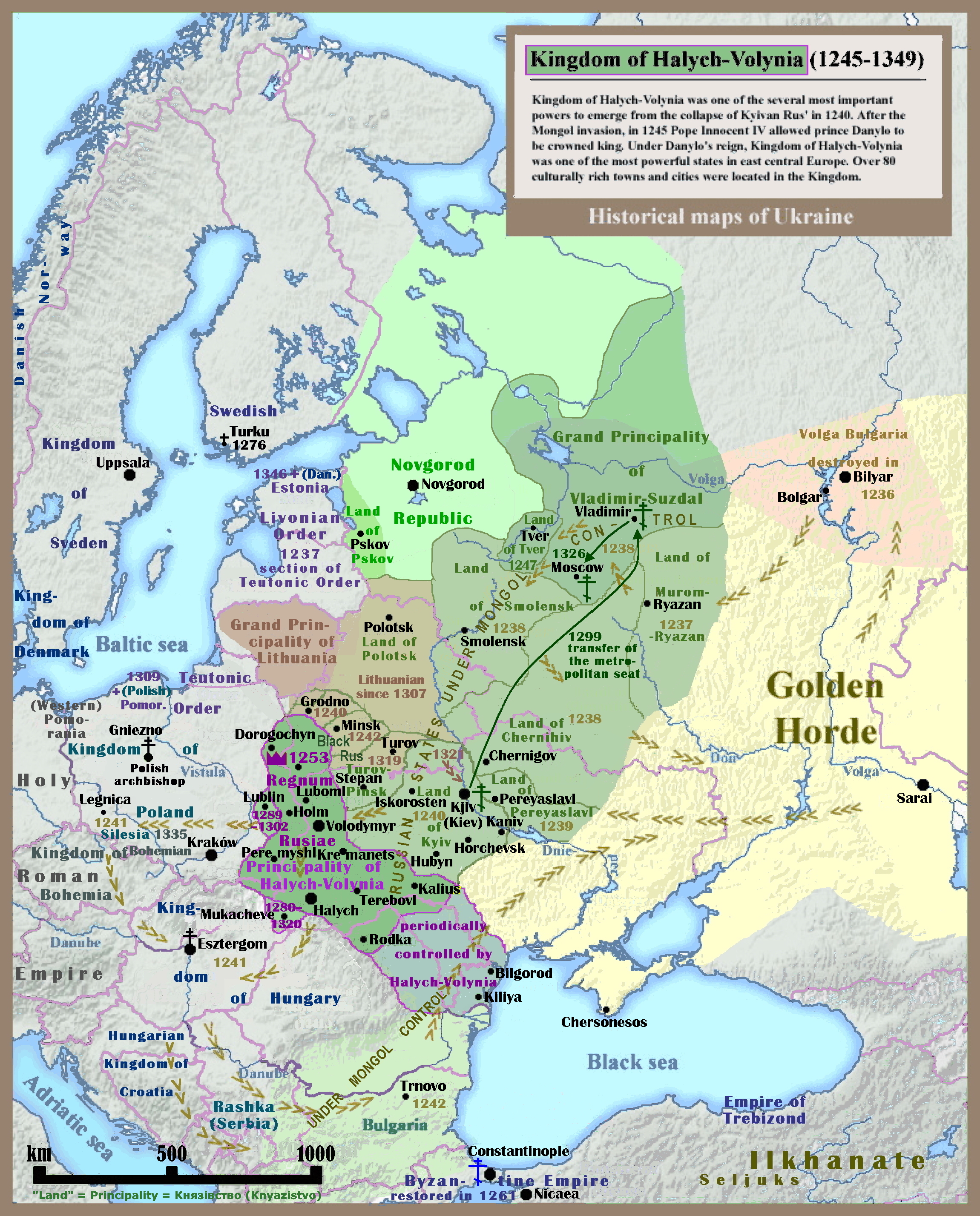
Confini territoriali del Principato di Galizia-Volinia (1245-1349)

Le politiche interne di Danilo si focalizzarono sulla stabilità e sulla crescita economica: durante il suo governo, mercanti e artigiani tedeschi, polacchi e russi furono invitati a trasferirsi in Galizia e numerosi armeni ed ebrei si stabilirono negli insediamenti principali e in quelli minori. Danilo fondò le città di Leopoli (1256), nominando come primo governatore suo figlio, e Kholm, oltre a fortificarne svariate altre. Nominò funzionari per proteggere i contadini dallo sfruttamento delle aristocrazie locali e costituì unità di fanteria pesante formate da membri del ceto umile.
Gli sforzi sia pur infruttuosi del sovrano attirarono l'interesse dei mongoli, i quali, nel 1246, lo convocarono nella capitale dell'Orda d'Oro, Saraj, situata sul fiume Volga, e dovette accettare la signoria degli asiatici. Secondo lo storico ucraino Orest Subtelny, a Danilo venne offerta da Batu Khan una tazza di latte di giumenta fermentato e gli fu detto di abituarsi, perché "ora sei uno dei nostri". Si verificò uno scambio di ostaggi che portò 100 famiglie di kereiti a trasferirsi nella parte della Galizia a cavallo dell'odierno triplice confine tra la Slovacchia, la Polonia e l'Ucraina. Secondo James Chambers un altro dialogo interessante che ebbe luogo tra il sovrano mongolo e quello galizio-voliniano si ebbe in un banchetto tenutosi un po' di tempo dopo: «Mentre Batu chiese all'ospite se beveva kumis come i mongoli, Danilo rispose: "Fino ad ora non l'ho mai fatto, ma ora seguo i tuoi ordini e lo bevo". Al che Batu rispose: "Adesso sei uno dei nostri", e siccome si senti più in confidenza ordinò che a Danilo venisse dato un calice di vino».
Mentre accettava formalmente i mongoli come signori e forniva loro i soldati come richiesto, Danilo incentrò la sua politica estera sull'opposizione all'Orda d'Oro. Stabilì cordiali rapporti con i governanti del Regno di Polonia e del Regno d'Ungheria e chiese aiuto a papa Innocenzo IV affinché questi bandisse una crociata. In cambio dell'assistenza papale, Danilo si offrì di porre le sue terre sotto l'autorità ecclesiastica di Roma, un impegno mai assunto prima da sovrani attivi in Europa orientale. Affascinato dalla prospettiva di estendere la sua autorità, il pontefice fomentò la resistenza di Danilo contro i mongoli e la sua politica di favore verso la Santa Sede e, nel 1253, fu raggiunto da un rappresentante papale che incoronò il galiziano a Dorohochyn sul fiume Bug. Danilo desiderava tuttavia qualcosa di più del riconoscimento, tanto che commentò con amarezza che si aspettava un esercito più che una corona. L'anno successivo, Danilo respinse gli assalti mongoli guidati in Volinia dal figlio di Orda, Kuremsa, inviò una spedizione con l'obiettivo di espugnare Kiev. Nonostante i successi iniziali, nel 1259, un'armata mongola guidata da Burundai e Nogai Khan penetrò in Galizia e Volinia e impose un ultimatum: Danilo avrebbe dovuto distruggere le sue fortificazioni o Burundai avrebbe assaltato le città. Il sovrano obbedì e demolì le strutture difensive.

### Ultimi anni
Negli ultimi anni del suo regno, Danilo si impegnò nella politica dinastica, dando in sposi una figlia e un figlio agli eredi di Mindaugas, il primo sovrano della Lituania unita, e acquisendo dall'omologo baltico concessioni territoriali in aree oggi facenti parte della Polonia. Un'altra sua figlia, Ustynia, andò in sposa con il principe Andrea II di Vladimir, mentre suo figlio Roman con Gertrude, appartenente alla nobile famiglia dei Babenberg, ma non riuscì nel suo intento di promuoverlo come futuro sovrano d'Austria.
Alla sua morte nel 1264, Danilo aveva ripreso il controllo ed esteso i domini detenuti da suo padre, tenuto a bada le minacce espansionistiche di Polonia e Ungheria, messo freno ai litigi tra i boiardi che rischiavano di minare l'unità statale, ridotto al minimo l'influenza mongola sull'Ucraina occidentale e migliorato i commerci e la qualità della vita. A succedergli in Galizia fu suo figlio Leone.

## Lascito
Danilo è tenuto in grande considerazione soprattutto a Leopoli. È stato infatti lì eretto un monumento dedicato al sovrano nel 2001 e un altro ad Halyč. Inoltre, l'aeroporto internazionale di Leopoli Danylo Halytskyi deve a lui il nome, così come l'università di medicina, la Danylo Halytsky, tra le più antiche e prestigiose dell'Ucraina. Sempre a Leopoli, una moderna replica in oro della corona di Rus', realizzata sul disegno della mitria episcopale di Przemyśl (considerata l'autentica corona reale di Danilo) è conservata nel museo del castello di Zoločiv.
Il 7 settembre 2011 il parlamento dell'Ucraina (Verchovna Rada) ha emesso una risoluzione sulla "celebrazione dell'810º anniversario della nascita del primo re di Rutenia-Ucraina Danilo di Galizia".
Il film King Danylo-L'onore del re girato in Ucraina nel 2018 è incentrato sulla biografia del sovrano.
A partire dal 2001 la 24ª Brigata meccanizzata "Re Danilo" dell'esercito ucraino è intitolata proprio a Danilo di Galizia.

## Famiglia

### Mogli
- Anna Mstislavna († prima del 1252), 1218, figlia di Mstislav l'Audace;
- NN, nipote del re Mindaugas di Lituania, morta prima del 1252.[14]

### Sorelle
- Teodora di Galizia († dopo il 1200), sposatasi nel 1187 (div 1188) Vasilko di Galizia;
- Maria di Galizia († dopo il 1241), sposatasi prima del 1200 con Michele di Černihiv, poi Gran Principe di Kiev e in seguito dichiarato santo.[14]

### Figli
- Irakli Danylovič (1223 circa - † dopo il 1240).
- Leone I di Galizia (1228 circa - † 1301 circa), principe di Belz (1245–1264), di Peremyšl (1264–1269), di Halyč (1269–1301), di Galizi-Volinia (1293–1301); trasferì la capitale da Halyč alla neonata città di Leopoli (Lviv, Lwów, Lemberg), sposatosi nel 1257 con Costanza, figlia di Béla IV d'Ungheria.
- Roman Danilovič (* 1230 circa - † 1261 circa), principe della Rutenia Nera e di Navahradak (1255?-1260?) e di Slonim
- Mstyslav Danielvič († dopo il 1300), principe di Luc'k 1265-1289, principe di Volinia (1289 -dopo il 1300)
- Švarn (Shvarno, Švarnas, Ioann; † 1269, sepolto a Chełm), Granduca di Lituania (1264–1267 e 1268–1269?), Principe di Chełm (1264–1269).
- Figlio morto dopo il parto.[14]

### Figlie
- Pereyaslava († 12 aprile 1283), sposatasi nel 1248 circa con il principe Siemowit I di Masovia.
- Ustinia, sposatasi nel 1250 o 1251 con il principe Andrea II di Vladimir.
- Sofia Danielvna, sposatasi nel 1259 con il graf Heinrich V von Schwarzburg-Blankenburg: furono i genitori di Utta von Schwarzburg-Blankenburg, l'omonimo antenato della Casata dei Reuss.
- Figlia morta in tenera età.[14]